# Karim Walid
Karim Walid Sayed Saleh Hassan (en árabe: كريم وليد‎; El Cairo, Egipto, 8 de agosto de 1997), conocido deportivamente como Nedvěd, es un futbolista egipcio que juega como extremo en el Al-Ahly de la Premier League de Egipto.
Recibió su apodo en el equipo juvenil ya que su posición y apariencia eran similares a la leyenda checa Pavel Nedvěd.